# Yui no Tō
Die Yui no Tō (jap. 結いの党; Eigentranskription Yuinotoh) war eine politische Partei in Japan. Sie entstand im Dezember 2013 als Abspaltung der Minna no Tō um den Unterhausabgeordneten Kenji Eda und bestand bis September 2014, als sie sich mit der zuvor gespaltenen Nippon Ishin no Kai von Tōru Hashimoto zur Ishin no Tō vereinigte.
Mit zunächst 15 Mitgliedern in beiden Kammern des nationalen Parlaments – neun im Unterhaus, davon nur zwei persönlich gewählte, und sechs im Oberhaus, alle über Verhältniswahl – erfüllte die Yui no Tō zunächst die Voraussetzungen für die rechtliche Anerkennung als politische Partei und die staatliche Parteienfinanzierung, die nach der Abgeordnetenzahl zum Jahresende bemessen wird. In den beiden Kammern des nationalen Parlaments formierte die Yui no Tō nach einer Verständigung mit der Minna no Tō Anfang 2014 eigene Fraktionen: im Unterhaus im Januar, im Oberhaus im Februar.
Eda, der mit Yoshimi Watanabe zu den Gründern der Minna no Tō gehört hatte, wurde im August 2013 als Generalsekretär abgesetzt. Zwischen den beiden zeigten sich zunehmend politische Differenzen über die Ausrichtung der Partei z. B. über eine Unterstützung für das Staatsgeheimnisgesetz der Regierung Abe oder die Zusammenarbeit mit den beiden größten Oppositionsparteien. Im Dezember 2013 verließen schließlich Eda und 13 weitere Abgeordnete die Minna no Tō, um eine neue Partei zu gründen; der bereits im August ausgetretene Mito Kakizawa schloss sich ihnen an. Der Parteiname ging auf einen Vorschlag Edas zurück. Yui (結い/結) bedeutet wörtlich „Zusammenbinden“ und bezeichnet gegenseitige Hilfe untereinander, z. B. unter Bauern beim Reispflanzen. Ins Englische wurde der Parteiname als „Unity Party“ übertragen.
Parteivorsitzender war Kenji Eda (Unterhaus, Kanagawa 8, 4. Amtszeit), Vizevorsitzender Sukeshiro Terata (Oberhaus, Verhältniswahl, 1. Amtszeit), Generalsekretär Jirō Ono (Oberhaus, Verhältniswahl, 1. Amtszeit (davor eine im Unterhaus)), Vorsitzender des politischen Ausschusses Mito Kakizawa (Unterhaus, Tokio 15, 2. Amtszeit). Der Oberhausabgeordnete Yukio Fujimaki starb im März 2014, wodurch die Partei einen Sitz verlor, da Vakanzen im Verhältniswahlsegment von der Parteiliste besetzt werden, für die der ausgeschiedene Abgeordnete gewählt wurde, hier also der Liste der Minna no Tō.
Die Oberhausfraktion der Yui no Tō bildete im April 2014 eine Gemeinschaftsfraktion mit der Nippon Ishin no Kai – durch den Zusammenschluss die zweitgrößte Oppositionsfraktion im Oberhaus. Eine gemeinsame Unterhausfraktion entstand im Sommer 2014, als sich die Ishin no Kai spaltete und Gegner eines geplanten Parteizusammenschlusses mit der Yui no Tō um Shintarō Ishihara die Jisedai no Tō formierten. Auch in einigen Präfektur- und Kommunalparlamenten hatten sich gemeinsame Ishin-Yui-Fraktionen gebildet. Im September 2014 vereinigten sich die beiden Parteien nach einer Einigung in zentralen Fragen schließlich zur Ishin no Tō.